# 山之街車站

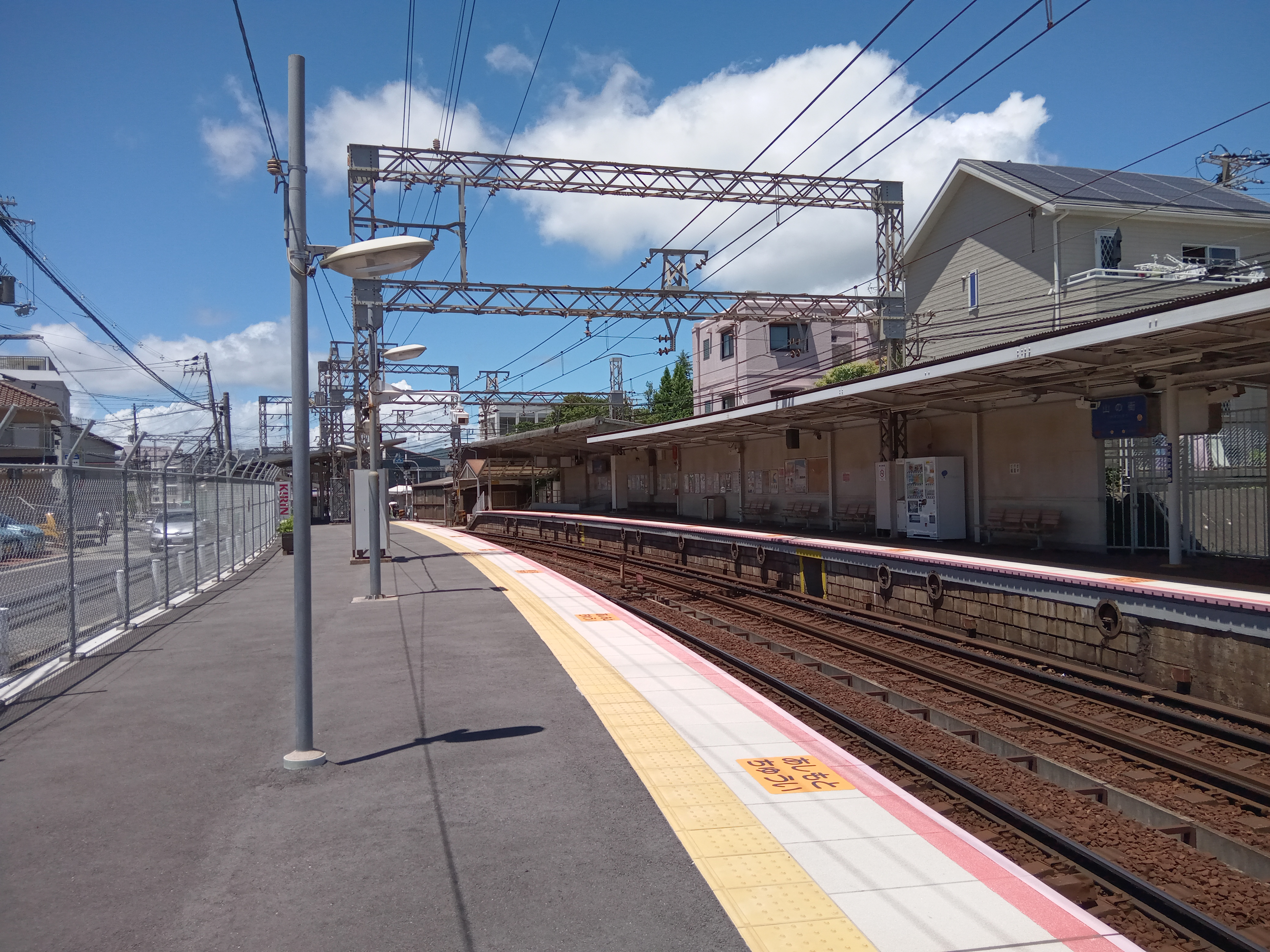
月台(2023年7月)

山之街站（日语：／ Yamanomachi eki */?）位於兵庫縣神戶市北區綠町一丁目，是神戶電鐵有馬線的鐵路車站。車站編號為KB08，標高316公尺。

## 歷史
- 1928年（昭和3年）11月28日 - 神戶有馬電氣鐵道（現在的神戶電鐵）的湊川 - 電鐵有馬（現在的有馬溫泉）間開通，本站開設，當時叫做峠信号所（とうげしんごうじょ）[1][2]。
- 1935年（昭和10年）3月8日 - 山之街站開業[1][2]。

## 車站構造
側式月台2面2線的地面車站。月台有效長度為4節編成。驗票口位於上行月台，南北側各有一個，南側的驗票口可通往站前計程車招呼站與公車站。上下行月台間有平交道連通。

### 月台
| 月台   | 路線   | 方向 | 目的地            |
| ------ | ------ | ---- | ----------------- |
| 站房側 | 有馬線 | 上行 | 往 新開地         |
| 對向側 | 有馬線 | 下行 | 往 有馬溫泉、三田 |

※月台並無設定編號。

## 使用狀況
2017年的1日上車人次為2,356人。

## 車站周邊
車站西側為住宅區。
- 燒餅地藏（やきもち地蔵）[1]
- 神戶山之街郵局[4]
- 神戶駕駛人訓練班[4]
- 神戶市立甲綠小學校

### 公車路線
可搭乘阪急巴士。
| 系統 | 目的地        | 主要行經地                             | 營運公司 |
| ---- | ------------- | -------------------------------------- | -------- |
| 14   | 谷上站        | 廣陵町                                 | 阪急巴士 |
| 16   | 筑紫之丘5丁目 | 廣陵町                                 | 阪急巴士 |
| 19   | 泉台7丁目     | 中央醫院→惣山町1丁目循環、北鈴蘭台站前 | 阪急巴士 |
| 19   | 筑紫之丘5丁目 | 廣陵町                                 | 阪急巴士 |

## 相鄰車站
神戶電鐵
 有馬線
■特快速（只有往新開地方向運行）、■急行
北鈴蘭台（KB07）－山之街（KB08）－谷上（KB10）
■準急、■普通
北鈴蘭台（KB07）－山之街（KB08）－箕谷（KB09）

## 外部連結
- 山之街 - 神戶電鐵